# مسبح البلفيدير
مسبح البلفيدير (بالفرنسية: Piscine du Belvédère)‏، المعروف أيضًا باسم المسبح البلدي بالبلفيدير، هو مسبح سابق في مدينة تونس عاصمة الجمهورية التونسية.
تم تشييده في ثلاثينيات القرن الماضي، وكان أول مسبح سباحة في تونس قبل أن يتم استبداله ببركتي المنزه والقرجاني.
تم إغلاق المجمع من قبل المجلس البلدي لمدينة تونس في عام 2004، واستضاف المجمع مسابقات السباحة وكرة الماء ومباريات الملاكمة والأمسيات الموسيقية والفنية وأحيانًا أعراس خاصة.

## إعادة التهيئة وتعطيلات إدارية
تمَّ يوم الخميس 7 نوفمبر إمضاء اتفاقية بين رئيسة بلدية تونس سعاد عبد الرحيم وجمعية أحباء البلفيدير لإعادة تهيئة المسبح والمجمع كله.
طلب لاحقًا نادي الترجي الرياضي التونسي متمثلاً في عضو الهيئة المديرة طارق السويسي الدخول في شراكة مع البلدية من أجل إعادة التهيئة. لكن دون التوصّل لاتفاق رسمي بسبب خلاف حول الكلفة حيث اقترح النادي مبلغ يتراوح بين 3.5 و5 مليار دينار تونسي بينما طالبت البلدية بمبلغ 10 مليارات فما فوق، لينافس لاحقًا نجم كرة القدم التونسية يوسف المساكني في الظفر بالعرض.